# 喻言
喻言（1997年5月26日—），中國大陸歌手、演员。出生於北京，前經紀公司為嘉会传媒。曾是TRUE与Diamond Girls的成员之一。在2020年5月30日，《青春有你2》决赛中位列全国第四名，成為期間限定團體THE9的成員。2021年12月5日，THE9團體合約結束後建立「喻言Yuyan工作室」。

## 生平

### 早年
1997年5月26日，出生于北京市。美术专业出身，曾打算当设计师或画家，后来决定成为艺人。

### 演艺经历
2013年，喻言签约“热度音乐”，加入“TRUE”女团，成为直播型艺人。2015年随团体发行专辑《刺眼的太阳》。
2015年11月30日，发行个人首张EP《Bad Girl》。
2016年，她参加东方卫视选秀节目《加油！美少女》，由此获得关注。总决赛上，她和周梓倩、曾可妮、李子璇、王倩、蘇菲等人凭借优异的表现成为Diamond Girls女团成员。
2017年，喻言与原公司热度音乐合约到期，随后签约嘉会传媒。同年参演爱奇艺网剧《在悠长的时光里等你》，并献唱插曲《Underwater》与片尾曲《要不是你》。该剧于2018年7月13日播出。
2018年8月，她主演的电影作品《萌宠入殓师》正式上映，饰演柳翩。12月，她参演的动作电影《特种兵归来》三部曲上线腾讯视频，分为《特种兵归来1：血狼之怒》、《特种兵归来2：黑色罂粟》、《特种兵归来3：绝密战场》，饰演雅塔。
2020年初，以训练生身份参加爱奇艺偶像女团养成真人秀节目《青春有你》第二季，并最终获得第四名。她在节目里获得了3A的好成绩。在5月30日的总决赛获得7,198,164票排名第四，以THE9成员出道。
2020年11月，喻言成立个人工作室，并通过官方微博发布公告称：“工作室将专注喻言的个人事业发展，与嘉会文化传媒有限公司和天津爱豆青春文化传播有限公司共同开展相关工作。 ”今后，工作室称将会和喻言一同进步，坚定向前。
2021年4月6日，喻言受甘肃省民间组织国际交流促进会邀请，担任“一带一路”民间友好青年代表。
2021年12月5日，THE9合約期滿,喻言重獲自由。
2022年1月1日，在2021全球華語音樂頒獎盛典獲得「年度新銳歌手」。1月3日，在星光YOUNG年度公益頒獎盛典獲得「年度最佳新銳歌手」。
2022年5月26日，發行於THE9解散後的首張個人EP《W》。

## 音樂作品

### 迷你專輯
| 專輯 | 專輯資料                                                                                            | 曲目                                                                             |
| 1st  | 《Bad Girl》 - 發行日期：2015年10月23日 - 語言：國語                                                | 1. Bad Girl 2. 蠢货 3. 小偷                                                      |
| 2nd  | 《暮色》 - 發行日期：2018年9月19日 - 唱片公司：北京鼎躍科技有限公司 - 語言：國語                    | 1. 鸚鵡 2. 日常愛你 3. 我從沒想到會遇見你 4. 小心翼翼 5. 顯微鏡女孩 6. 簡單.LIFE |
| 3rd  | 《W》 - 發行日期：2022年5月26日 - 唱片公司：深圳市潤桓投資實業有限公司 - 語言：國語                 | 1. 誰(WHO) 2. 風吹過的地方你都在                                                 |
| 4th  | 《WORLD (我的)》 - 發行日期：2023年5月2日 - 唱片公司：深圳市潤桓投資實業有限公司 - 語言：國語、英语 | 1. Black Key 2. Walk On A Dream 3. 霍德爾                                        |
| 5th  | 《WELCOME》 - 發行日期：2024年5月20日 - 語言：國語、英語                                            | 1. WAR 2. IGNITE                                                                 |
| 6th  | 《 》 - 發行日期：2025年 月 日 - 語言：國語、英語                                                   | 1. Maroon Night 2. 對方正在跳舞中 3. Miami Night 4. Crush 5. Oh Tell Me Why      |

### 數位單曲
| 專輯資料                                                                         | 合作歌手               | 附註                                                 |
| 《Give Me All Night》 - 發行日期：2017年3月3日 - 唱片公司：大聖先之 - 語言：國語 |                        |                                                      |
| 《当爱已成往事》翻唱 - 發行日期：2021年6月29日 - 唱片公司：制作家 - 語言：國語   |                        | 騰訊音樂娛樂特別企劃「返場」之「華語金曲：10 20 30」 |
| 《無名的遠方》 - 發行日期：2022年1月20日 - 唱片公司：超級腦洞 - 語言：國語       | 婁藝瀟、蘇運瑩、王瑞淇 | 流行金曲排行榜 助力冬奥主題曲                        |
| 《I WANNA BE YOUR SLAVE》翻唱 - 發行日期：2023年7月12日 - 語言：英語             |                        | 原唱 義大利樂隊Måneskin                              |
| 《骄傲》 - 發行日期：2023年10月23日 - 唱片公司：TOP曈蒲文化 - 語言：國語         |                        | 蒲公英公益音乐计划                                   |

### 影視單曲
| 專輯資料                                                                                              | 曲目                      |
| 《在悠长的时光里等你 网络剧原声带》 - 發行日期：2018年8月10日 - 唱片公司：奔跑怪物 - 語言：國語、英語 | 1. 要不是你 2. Underwater |

### TRUE时期
| 專輯資料                                                                    | 合唱成員                     |
| 《剌眼的太陽》 - 發行日期：2015年10月26日 - 唱片公司：大聖先之 - 語言：國語 | 吳哈哈、周也棠、王欣、韓欣欣 |

### 《加油！美少女》时期
| 发行时间 | 歌曲名称（歌曲说明）                         | 期数     | 原唱者                       |
| 2016     | 《唇唇欲动》                                 | 第二期   | 蔡依林                       |
| 2016     | 《加油！小毛虫》（加油！美少女主题曲）       | 第三期   | 全体美少女学员               |
| 2016     | 《Shake it》                                 | 第四期   | SISTAR                       |
| 2016     | 《深呼吸》                                   | 第五期   | 羽·泉                        |
| 2016     | 《爱爱爱爱》                                 | 第六期   | 吳莫愁                       |
| 2016     | 《我是中国人》                               | 第六期   |                              |
| 2016     | 《MAMA》                                     | 第七期   | EXO                          |
| 2016     | 《别叫我baby, NO!》                          | 第八期   | miss A                       |
| 2016     | 《盛夏好声音》                               | 第九期   | SNH48                        |
| 2016     | 《Genie》                                    | 第九期   | 少女时代                     |
| 2016     | 《动漫串烧》（樱桃小丸子+千与千寻+灌篮高手） | 第十期   | B.B.QUEENS+木村弓+BAAD       |
| 2016     | 《我们欢聚一堂》                             | 第十期   | 袁成杰、马梓涵、张峻宁、刘维 |
| 2016     | 《管他什么音乐》                             | 第十一期 | 范晓萱                       |
| 2016     | 《我是一只小小鸟》                           | 第十一期 | 赵传                         |
| 2016     | 《Black Widow》                              | 第十一期 | 伊基·阿塞莉娅、瑞塔·奥拉     |
| 2016     | 《大艺术家》                                 | 第十二期 | 蔡依林                       |
| 2016     | 《记忆之夏》                                 | 第十二期 |                              |

### 《青春有你2》时期
| 发行时间 | 歌曲名称（歌曲说明）                      | 原唱者                                                                 |
| 2020     | 《讨厌》（初评级舞台）                    | 瑞恩                                                                   |
| 2020     | 《让世界充满爱》（全体训练生共唱公益歌曲) | 群星                                                                   |
| 2020     | 《易燃易爆炸》（位置测评歌曲）            | 陳粒                                                                   |
| 2020     | 《Yes! Ok!》（《青春有你2》主题曲)        | 青春有你2训练生                                                        |
| 2020     | 《十面埋伏2》（小组竞演歌曲）             | 艾菲／李斯丹妮                                                         |
| 2020     | 《R&B All Night》（小组复仇歌曲）         | KnowKnow (Higher Brothers)                                             |
| 2020     | 《Lion》(主題考核歌曲)                    | Lion组 (与安崎、戴萌、刘雨昕、上官喜愛、陳珏、王承渲)                  |
| 2020     | 《溯》(奖励舞台歌曲)                      | CORSAK / 马吟吟                                                        |
| 2020     | 《晚安歌》+《Yes! Ok!》(合作舞台歌曲)     | 陳嘉樺 + 陈珏、蔡卓宜、傅如乔、孙芮、张钰                              |
| 2020     | 《仅此而已》(最终舞台歌曲)                | 与戴萌、孔雪儿、刘雨昕、乃万、上官喜爱、宋昕冉、王承渲、谢可寅、曾可妮 |
| 2020     | 《Promise》                               | 青春有你2前20训练生                                                    |

### THE9时期
| 发行时间 | 歌曲名称           | 專輯                  | 原唱者    | 備註        |
| 2020     | 《斯芬克斯》       | SphinX（斯芬克斯X謎） | THE9      | EP主打歌    |
| 2020     | 《Not Me》         | SphinX（斯芬克斯X謎） | THE9      |             |
| 2020     | 《Dumb Dumb Bomb》 | MatriX（虛實X境)      | THE9      | 團歌/主打歌 |
| 2020     | 《薔薇之巔》       | MatriX（虛實X境)      | THE9-喻言 | Solo曲      |
| 2021     | 《Hello》          | RefleXtion            | THE9      |             |
| 2021     | 《異獸》           | RefleXtion            | THE9      |             |
| 2021     | 《馭舞者》         | THE NINE              | THE9      |             |
| 2021     | 《Devil's song》   | THE NINE              | THE9      |             |
| 2021     | 《我們啊》         | THE NINE              | THE9      |             |

### 《下一戰歌手》时期
| 发行时间 | 歌曲名称（歌曲说明） | 期数     | 原唱者      |
| 2024     | 《Dance Monkey》     | 第四期   | Tones and I |
| 2024     | 《怪美的》           | 第六期   | 蔡依林      |
| 2024     | 《瀟灑小姐》         | 第七期   | 蕭亞軒      |
| 2024     | 《王妃》             | 第八期   | 蕭敬騰      |
| 2024     | 《易燃易爆炸》       | 第八期   | 陳粒        |
| 2024     | 《火》               | 第十期   | 張惠妹      |
| 2024     | 《惱人的秋風》       | 第十一期 | 高凌風      |

### 《天賜的聲音第六季》时期
| 发行时间 | 歌曲名称（歌曲说明） | 期数   | 原唱者    |
| 2025     | 《別讓愛凋落》       | 第五期 | 盧潤澤    |
| 2025     | 《淪陷》             | 第七期 | JuggShots |
| 2025     | 《屋頂著火》         | 收官   | 宋茜      |
| 2025     | 《對方正在跳舞中》   | 收官   | 喻言      |

## 影視作品

### 影視剧
| 年份   | 名稱               | 角色   | 備註 |
| 2018年 | 在悠長的時光里等你 | 神婆   |      |
| 2020年 | 獵心者             | 吳夢瑤 |      |

### 電影
| 上映年份 | 電影名                | 角色 |      |
| 2018年   | 特种兵归来1：血狼之怒 | 雅塔 | 主演 |
| 2018年   | 特种兵归来2：黑色罂粟 | 雅塔 | 主演 |
| 2018年   | 特种兵归来3：绝密战场 | 雅塔 | 主演 |
| 2018年   | 萌寵入殮師            | 柳翩 | 主演 |

### 綜藝節目
| 日期                                                                    | 頻道               | 節目名稱               | 備註                              |
| 2016年6月11日－2016年8月27日                                            | 东方卫视           | 《加油美少女》         | 參賽者                            |
| 2020年3月12日－2020年5月30日                                            | 爱奇艺             | 《青春有你第二季》     | 參賽者                            |
| 2020年4月30日                                                           | 愛奇藝             | 《可愛又迷人的她》     | 訪談                              |
| 2020年5月13日                                                           | 爱奇艺             | 《青春加點戲》         | 角色体验剧真人秀节目              |
| 2020年7月26日                                                           | 東方衛視           | 《極限挑戰第六季》     | 嘉賓，綜藝首秀                    |
| 2020年9月4日－2020年11月20日                                            | 爱奇藝             | 《非日常派對》         | 團綜                              |
| 2020年9月19日                                                           | 湖南衛視           | 《快樂大本營》         | 硬核玩家                          |
| 2020年9月26日                                                           | 中央電視台綜藝頻道 | 《TOP榮耀時刻》        | 嘉賓                              |
| 2021年3月11日-2021年3月13日 2021年4月17日 2021年4月29日-2021年5月1日    | 爱奇藝             | 《青春有你3》          | 師姐及合作舞台嘉賓                |
| 2021年7月13日                                                           | 虎牙直播、優酷     | 《好虎的密室》         | 密室體驗真人秀節目                |
| 2022年2月14日                                                           | 中央廣播電視台     | 《华语音乐打歌中心》   | 嘉賓                              |
| 2022年6月25日                                                           | CCTV15             | 《全球中文音乐榜上榜》 | 打榜嘉賓                          |
| 2023年9月25日 2023年11月27日 2024年3月11日                              | CCTV3              | 《開門大吉》           | 嘉賓                              |
| 2024年6月13日-2024年7月18日                                             | 喻言微博           | 《喻言的出逃日記》     | 個人自製微綜藝 - 每週四更新共六期 |
| 2024年6月26日 2024年8月14日 2024年9月18日                               | CCTV3              | 《越戰越勇》           | 守寳團成員                        |
| 2024年9月20日 2024年10月4日-2024年10月25日 2024年11月8日-2024年11月15日 | 湖南衛視、芒果TV   | 《下一戰歌手》         | 新聲歌手                          |
| 2024年9月28日 2024年10月26日 2024年11月2日                              | 湖南衛視、芒果TV   | 《下一戰音樂會》       | 《下一戰歌手》衍生節目            |
| 2024年11月12日-2025年1月15日                                            | 騰訊視頻           | 《桃花塢開放中第三季》 | 塢民、新塢長                      |
| 2024年12月20日                                                          | 湖南衛視、芒果TV   | 《時光音樂會》         | 音綜好友歡聚夜嘉賓                |
| 2025年1月29日                                                           | 浙江衛視、Z視界    | 《至味杭州 巳巳爭鮮》  | 嘉賓                              |
| 2025年5月16日                                                           | 浙江衛視、Z視界    | 《天賜的聲音》         | 第六季第五期                      |
| 2025年5月30日                                                           | 浙江衛視、Z視界    | 《天賜的聲音》         | 第六季第七期                      |
| 2025年5月31日                                                           | 湖南衛視、芒果TV   | 《全員加速中2025》     | 第二期                            |
| 2025年6月2日                                                            | 浙江衛視、Z視界    | 《奇妙練歌房》         | 天賜的聲音衍生節目                |
| 2025年6月14日                                                           | 浙江衛視、Z視界    | 《閃光的夏天》         | 第二季常駐                        |
| 2025年8月8日                                                            | 江蘇省廣播電視總台 | 《打歌2025》           | 第三期打歌嘉宾                    |

## 活動

### 演唱會
| 年份   | 日期         | 名稱                              | 備註                                 |
| 2020年 | 12月15日     | 它基金暖冬音樂會                  | 它基金《糧食計劃》公益活動，演唱嘉賓 |
| 2021年 | 3月26日      | THE9「虛實之城」沈浸式虛擬演唱會  | 線上直播                             |
| 2021年 | 3月27日      | THE9「虛實之城」沈浸式虛擬演唱會  | 線上直播                             |
| 2022年 | 5月28日      | Who's Y生日會                     | 線上直播                             |
| 2023年 | 5月27日      | "World (我的)" 個人首次巡回演唱会 | 广州                                 |
| 2023年 | 7月15日      | "World (我的)" 個人首次巡回演唱会 | 成都                                 |
| 2023年 | 8月12日      | "World (我的)" 個人首次巡回演唱会 | 天津                                 |
| 2023年 | 10月5日      | "World (我的)" 個人首次巡回演唱会 | 合肥                                 |
| 2023年 | 12月9日      | "World (我的)" 個人首次巡回演唱会 | 南京                                 |
| 2023年 | 10月27、28日 | THE9多遠都可以到達演唱會          | 南京                                 |
| 2024年 | 5月25日      | "歡迎來到Y世界"生日會             | 蘇州                                 |
| 2024年 | 12月14日     | "榆野島"個人第二次巡迴演唱會      | 成都                                 |
| 2025年 | 1月18日      | "榆野島"個人第二次巡迴演唱會      | 南京                                 |
| 2025年 | 3月8日       | "榆野島"個人第二次巡迴演唱會      | 武漢                                 |
| 2025年 | 5月24日      | "榆野島"個人第二次巡迴演唱會      | 廣州                                 |

### 音樂節
| 年份   | 日期     | 地點 | 名稱                 |
| 2021年 | 6月13日  | 上海 | 海潮音樂節           |
| 2023年 | 1月2日   | 佛山 | 流行金曲嘉年華       |
| 2023年 | 3月25日  | 江西 | 㜈源星云青燥音乐节   |
| 2023年 | 7月8日   | 江西 | 大唐時光音樂節       |
| 2023年 | 10月29日 | 濟南 | UFO飛碟音乐节        |
| 2023年 | 12月2日  | 珠海 | 海市幻城音樂節       |
| 2024年 | 3月24日  | 常州 | NUTS音樂節           |
| 2024年 | 3月31日  | 阜陽 | 斑馬音樂節           |
| 2024年 | 4月6日   | 台州 | 麥玩音樂嘉年華       |
| 2024年 | 4月14日  | 南京 | 江豚音樂節           |
| 2024年 | 9月16日  | 北京 | 千帆音樂節           |
| 2024年 | 11月17日 | 江西 | 扶搖直上音樂嘉年華   |
| 2025年 | 3月15日  | 溫州 | 龍娛閃耀星空音樂盛典 |
| 2025年 | 4月20日  | 蘇州 | 留夏音樂嘉年華       |
| 2025年 | 5月11日  | 佛山 | 樂見潮向音樂嘉年華   |
|        |          |      |                      |

### 大型活動及晚會
| 年份     | 日期     | 地點                                                      | 名稱                                           | 備註             | 主辦單位               |
| 2020年   | 6月17日  |                                                           | 湖南衛視618晚會                                | 團體首秀         |                        |
| 2020年   | 8月17日  |                                                           | 東方衛視818超級秀                              |                  |                        |
| 2020年   | 9月19日  |                                                           | 浙江衛視百度好奇夜                             |                  |                        |
| 2021年   | 1月15日  |                                                           | 愛奇藝尖叫之夜                                 |                  |                        |
| 2021年   | 2月28日  |                                                           | 微博之夜                                       |                  |                        |
| 2021年   | 10月2日  | 內蒙古阿拉善                                              | 第16屆越野e族阿拉善英雄會開幕晚會              |                  | 新華社快看             |
| 2022年   | 1月15日  | 吉林長春                                                  | 第15屆雪戰到底滑雪系列賽－松花湖站             |                  | 新浪體育、中國滑雪協會 |
| 2023年   | 1月1日   | 西安                                                      | 第九屆絲綢之路國際電影節開幕式                 |                  |                        |
| 2023年   | 2月17日  | 廣東·佛山                                                 | 2022行業電視榮譽盛典暨民族名牌先鋒行動年度盛典 |                  |                        |
| 2023年   | 3月4日   | 澳門                                                      | 虎牙直播非凡之夜                               |                  |                        |
| 2023年   | 4月26日  | 北京                                                      | 費加羅風尚盛典                                 |                  |                        |
| 2023年   | 8月19日  | 鹽官古鎮                                                  | 時髦青年三周年派對                             |                  |                        |
| 2023年   | 9月12日  | 北京                                                      | 鄉音小紅花音樂會                               |                  |                        |
| 2023年   | 11月3日  | 杭州                                                      | ELLE風尚大典                                   |                  |                        |
| 2023年   | 12月22日 | 北京                                                      | 搜狐時尚盛典                                   |                  |                        |
| 2023年   | 12月25日 | 上海                                                      | 費加羅風尚盛典                                 |                  |                        |
| 2024年   |          |                                                           |                                                |                  |                        |
| 3月21日  | 北京     | 2024 321輕鬆易公益健康盛典Qingsong Charity Grand Ceremony |                                                |                  |                        |
| 4月27日  | 澳門     | 虎牙直播非凡之夜                                          |                                                |                  |                        |
| 8月24日  | 山東煙台 | 微博超級紅人節                                            |                                                |                  |                        |
| 12月31日 | 海南海口 | 湖南衛視跨年晚會                                          |                                                | 湖南衛視         |                        |
| 12月31日 | 山東     | 中央廣播電視台跨年晚會                                    |                                                | 中央廣播電視總台 |                        |
| 2025年   | 3月9日   | 成都                                                      | QQ音樂超級巔峰之夜                             |                  |                        |
| 2025年   | 8月17日  | 杭州                                                      | 2025第十三屆姚基金慈善賽                       | 表演嘉賓         | 姚基金                 |

## 獎項及榮譽

### 音樂獎項
| 年份   | 頒獎典禮                  | 獎項             | 主辦單位                   |
| ------ | ------------------------- | ---------------- | -------------------------- |
| 2021年 | 2021 全球華語音樂頒獎盛典 | 年度新銳歌手     | 中央廣播電視總台、新華頻媒 |
| 2021年 | 星光YOUNG年度公益頒獎盛典 | 年度最佳新銳歌手 | 天娛童星、北京優樂文化     |
| 2022年 | 时髦青年两周年城市派对    | 年度风尚唱跳歌手 | SHIMO时髦青年              |
| 2023年 | 2023 亞洲音樂盛典         | 年度飛躍女藝人   | 嘉佐娛樂、中世傳媒         |
| 2024年 | FULLMOON頒獎盛典          | 年度突破唱跳歌手 | 時尚先生                   |

### 公益獎項及榮譽
| 年份   | 頒獎禮典及項目                            | 獎項及榮譽                                    | 主辦單位                                                                                       |
| ------ | ----------------------------------------- | --------------------------------------------- | ---------------------------------------------------------------------------------------------- |
| 2020年 | 老兵記憶採集計劃                          | 老兵記憶明星守護人                            | 中華社會救助基金會、微博、人人公益節                                                           |
| 2020年 | 呵護天才計劃                              | 呵護官                                        | 中國光華科技基金會                                                                             |
| 2021年 | 「一帶一路」民心相通活動                  | 一帶一路”民間友好青年代表、“鄉村振興優秀青年” | 中國共青團、甘肅省民間組織國際交流促進會                                                       |
| 2021年 | 2021阿拉善右旗·巴丹吉林鄉村振興行動交流會 | 鄉村振興助力大使                              | 阿拉善右旗人民政府                                                                             |
| 2021年 | 123輕鬆籌公益盛典                         | 2021年度公益影響力先鋒人物                    | 公益時報                                                                                       |
| 2021年 | 2021環球國潮公益盛典                      | 公益發起人、公益新星                          | 環球網                                                                                         |
| 2022年 | “生態黔韻 喜迎新春”多彩貴州年貨節         | 貴州公益助農大使                              | 国家铁路局、國家林業和草原局等19家定點幫扶貴州的中央單位，及貴州省人民政府駐北京辦事處共同主辦 |
| 2022年 | “醒冬計劃”公益項目                        | 公益喚醒官                                    | 能量中國、成美慈善基金會                                                                       |
|        |                                           |                                               |                                                                                                |

## 註解
1. ↑  第三次公演考核的最终排名第一的组合获得的特别奖励舞台

## 外部連結
- 喻言的新浪微博
- 喻言的Instagram帳戶
- 喻言的Instagram帳戶
- 喻言在豆瓣上的资料（简体中文）
- 喻言YouTube官方频道 （页面存档备份，存于）
- 喻言的抖音账号
- 喻言的小红书账号